# Achim Stößer
Achim Stößer (* Dezember 1963 in Durmersheim) ist ein deutscher Autor. Er schreibt Science-Fiction-Literatur sowie Fachbücher über Computerkunst und Computeranimation. Als Aktivist der Tierschutzbewegung und des Veganismus hat er mit Artikeln und Essays zum Tierrechtediskurs beigetragen. Er lebt in Bad Orb.

## Leben und Wirken
Achim Stößer hat Informatik an der Universität Karlsruhe mit Diplom-Abschluss studiert. Anschließend war er als wissenschaftlicher Mitarbeiter auf dem Gebiet der Computergrafik und Computeranimation am Institut für Betriebs- und Dialogsysteme an der Universität Karlsruhe tätig und hatte einen Lehrauftrag an der Staatlichen Hochschule für Gestaltung Karlsruhe. Aus diesen beiden Wirkungsbereichen entstand seine Mitarbeit an dem 1991 erschienenem Fachbuch Fotorealistische Computeranimation.
Seit 1988 veröffentlicht er Science-Fiction-Erzählungen in Anthologien und Zeitschriften, unter anderem im Verlag der Literarischen Gesellschaft Karlsruhe und in der Phantastik-Anthologiereihe von Wolfgang Jeschke. In der Literatur-Zeitschrift Wandler wird er als Science-Fiction-Autor beschrieben, der sich nicht in Bestsellerregionen bewege, aber „auf intelligente und raffinierte Weise die Grenzen des Science-Fiction-Genres auslotet“.
Er gründete 1998 unter dem Namen Maqi – für Tierrechte, gegen Speziesismus eine Tierrechtsinitiative ohne Vereinsstatus und feste Mitglieder. Wegen seiner Thesen wie „Auch Vegetarier sind Mörder“ wurde er als „Ideologe der Tierrechtsbewegung“ und „einer der kompromisslosesten Veganer Deutschlands“ bezeichnet. Zeit-Redakteur David Schmidt nannte ihn „Vorkämpfer“, der einerseits für das „Verdikt vom arroganten Veganer“ mitverantwortlich sei, es aber „ohne Radikale wie Stößer […] wahrscheinlich heute keine Ausdifferenzierung der Szene“ gäbe und es sei „Vorkämpfern wie Stößer […] zu verdanken, dass die Anliegen von Veganern und Tierrechtlern populär werden konnten“.

## Stipendien
- Stipendium der Kunststiftung Baden-Württemberg 1980[7][8]
- Stipendium des ORF, Ars Electronica 1987[9]

## Veröffentlichungen

### Science-Fiction
- Aufstieg eines Primaten In: Wolfgang Jeschke (Hrsg.): Die Zeitbraut. Internationale Science-Fiction-Erzählungen., Heyne, München, 1993, ISBN 3-453-06210-8
- Aesop In: Wolfgang Jeschke (Hrsg.): Die Pilotin. Internationale Science-Fiction-Erzählungen., Heyne, München, 1994, ISBN 3-453-07775-X
- Trug. Utopische Erzählungen. Literarische Gesellschaft, Karlsruhe 1994, ISBN 3-930314-03-7
- Die Erdbeerdiebin In: Wolfgang Jeschke (Hrsg.): Gogols Frau. Internationale Science-Fiction-Erzählungen., Heyne, München, 1994, ISBN 3-453-07259-6
- Virulente Wirklichkeit. In: Wolfgang Jeschke (Hrsg.): Die Verwandlung. Internationale Science-Fiction-Erzählungen. Heyne, München 1996, ISBN 3-453-10935-X
- Virulente Wirklichkeiten. Erzählungen. Dotbooks, Frankfurt 1997, ISBN 3-930617-05-6
- Haare. In: Wolfgang Jeschke (Hrsg.): Die letzten Bastionen. Internationale Science-Fiction-Erzählungen. Heyne, München 1997, ISBN 3-453-12659-9
- Jagdfieber. In: Wolfgang Jeschke (Hrsg.): Die Vergangenheit der Zukunft. Internationale Science-Fiction-Erzählungen. Heyne, München 1998, ISBN 3-453-13337-4
- Der Test. In: Wolfgang Jeschke (Hrsg.): Winterfliegen. Internationale Science-Fiction-Erzählungen. Heyne, München 1999, ISBN 3-453-13985-2
- Hunger. In: Klivuskante. Sonderausgabe Nr. 1: Armut Anthologie. 2006, ISBN 3-939334-06-5
- Das Bem. In: Michael Haitel (Hrsg.): Boa Esperança., Science fiction Story Center 2009, Band 2, 2009, ISBN 978-3-8391-3603-4
- Schwerer als Luft- In: Mike Hillenbrand (Hrsg.), Corona Magazine., Nr. 9, September 2016, Verlag in Farbe und Bunt, ISBN 978-3-95936-045-6
- Zahn um Zahn. in Elfentanz und Feenstaub., Sperling-Verlag, 2016, ISBN 978-3-942104-70-8
- Return of the Bug-Eyed Monster. In: Corinna Griesbach (Hrsg.), Monster der Woche.,  p.machinery, 2017, ISBN 978-3-95765-081-8
- Torpor. In: Jennifer Christina Michels, Mike Hillenbrand (Hrsg.), Corona Magazine., Nr. 8, August 2017, Verlag in Farbe und Bunt, ISBN 978-3-95936-085-2
- Sperrmüll. In: Christoph-Maria Liegener (Hrsg.), 3. Bubenreuther Literaturwettbewerb 2017., tredition, 2017, ISBN 978-3-7439-7037-3
- Uberman. In: Jennifer Christina Michels, Mike Hillenbrand (Hrsg.), Corona Magazine., Nr. 1, Januar 2018, Verlag in Farbe und Bunt, ISBN 978-3-95936-091-3
- Hurz. In: Peggy Weber-Gehrke (Hrsg.), Sprung ins Chronozän: 2017 Collection of Science Fiction Novellas., 2018, Verlag für moderne Phantastik, ISBN 978-3-9818752-1-8
- Reitdrachenmetzger. In: Maria Schenk (Hrsg.), Drachenwelten., Kelebek Verlag, ISBN 978-3-947083-15-2, 2018

### Computerkunst
- mit Peter Welzel: Graphik-Programme für TRS-80 und HP 9830. Vieweg, Braunschweig/Wiesbaden 1982, ISBN 3-528-04206-0
- Dienstprogramme (Tool Kit) für CBM 4032, 8032. 14 Programme. Vieweg, Braunschweig/Wiesbaden 1985, ISBN 3-528-04345-8
- mit Wolfgang Leister, Heinrich Müller & Burkhard Neidecker: Occursus cum novo. Realistic movies rendered in an UNIX environment. In: Poster Session. VII Nationales Jugendseminar „Automation ’88“. TZ ZNIKA, Elenite 1987
- mit Wolfgang Leister, Heinrich Müller & Burkhard Neidecker: Occursus cum novo. Computer Animation by Ray Tracing in a Network. In: Nadia Magnenat-Thalmann & Daniel Thalmann, Hrsg., New Trends in Computer Graphics. Proceedings of CG International ’88. Springer, berlin [u. a.] 1988, ISBN 3-540-19328-6, S. 83–92
- mit Alfred Schmitt, Burkhard Neidecker, Heinrich Müller, Thomas Maus & Wolfgang Leister: Occursus cum novo – Tools for efficient photorealistic computer animation In: David A. Duce & Pierre Jancene (Hrsg.): Eurographics ’88. North-Holland, 1988, ISBN 0-444-70499-X
- mit Wolfgang Leister, Heinrich Müller & Burkhard Neidecker: Occursus cum novo. Computeranimation durch Strahlverfolgung in einem Rechnernetz. In: Hartmut Jürgens & Dietmar Saupe (Hrsg.): Visualisierung in Mathematik und Naturwissenschaften. Springer, Berlin [u. a.] 1989, ISBN 3-540-51224-1, S. 101–113
- mit Wolfgang Leister, Heinrich Müller & Burkhard Neidecker: Occursus cum novo. Realistic movies rendered in an UNIX environment. In: EUUG Spring Conference Proceedings Brussels 1989. EUUG, Buntingford 1989, S. 71–79
- mit Gerd W. Bieberich: Schach – Computer – Kunst. In: Computerschach und Spiele. 1990
- mit Wolfgang Leister & Heinrich Müller: Fotorealistische Computeranimation. Springer, Berlin [u. a.] 1991, ISBN 3-540-53234-X
- mit Wolfgang Schneider, Wolfgang Blobel, Martina Höppner, Eric Kluitenberg, Ingrid Stoppa-Sehlbach & Gerd Struwe: Computerkunst ’92. Stadt Gladbeck, 1992, ISBN 3-923815-26-3
- mit Wolfgang Leister & Frerk Meyer: Illusion – Creating a Mock Reality. In: The Journal of Visualization and Computer Animation. 4, 1993, S. 187–198
- mit Alfred Schmitt: Some Annotations on X-ray Tracing. In: Hans Hagen, Heinrich Müller & Gregory M. Nielson (Hrsg.): Focus on Scientific Visualization. Springer, Berlin [u. a.] 1993, ISBN 3-540-54940-4